# Ultima Thulée
 For alternative betydninger, se Ultima Thule. (Se også artikler, som begynder med Ultima Thule)
Ultima Thulée er debutalbummet fra det franske black metal-band Blut aus Nord, udgivet i januar 1995. Frontmand Vindsval havde tidligere udgivet demoer under navnet Vlad, men dette repræsenterede både den første udgivelse som Blut aus Nord, det første studiealbum og det første album med bandets trommeslager/keyboardist W.D. Feld.

## Spor
1. "The Son of Hoarfrost" - 6:02
2. "The Plain of Ida" - 8:54
3. "From Hlidskjalf" - 7:44
4. "My Prayer Beyond Ginnungagap" - 5:12
5. "Till' I Perceive Bifrost" - 7:07
6. "On the Way to Vigrid" - 5:57
7. "Rigsthula" - 3:59
8. "The Last Journey of Ringhorn" - 7:36